# Иосиф Клеменс Баварский (1902—1990)
Иосиф Клеменс Баварский (нем. Joseph Clemens von Bayern; 25 мая 1902, Мюнхен — 8 января 1990, там же) — баварский принц из династии Виттельсбахов, немецкий искусствовед.

## Биография
Иосиф Клеменс родился 25 мая 1902 года в Мюнхене в семье принца Альфонса Баварского (1862—1933) и его супруги Луизы Виктории Орлеанской (1869—1952). По линии отца Иосиф Клеменс был правнуком короля Баварии Людвига I и праправнуком короля Испании Карла IV, по линии матери — праправнуком короля Французов Луи-Филиппа I; кроме того, про обеим линиям Иосиф Клеменс был праправнуком баварского короля Максимилиана I — его прадед по отцу Людовик I и прабабка по матери Людовика Баварская были единокровными братом и сестрой. Иосиф Клеменс был единственным сыном и старшим ребёнком Альфонса и Луизы Виктории: помимо Иосифа Клеменса в семье была дочь Елизавета (1913—2005).
Когда Иосифу Клеменсу было 16 лет, в Баварии была упразднена монархия.
Иосиф Клеменс изучал историю искусств в Мюнхенском университете, а затем стал одним из ведущих искусствоведов в Германии. Также он был коллекционером произведений искусства, мебели и книг.
Был великим приором Баварского ордена Святого Георгия и кавалером ордена Святого Губерта.
Иосиф Клеменс скончался 8 января 1990 года в Мюнхене и был похоронен в местной церкви Святого Михаила. Он никогда не был женат и детей не имел.
После смерти Иосифа Клеменса предметы из его коллекции были выставлены на аукцион.